# Cecilia Malmström
Cecilia Malmström (Stoccolma, 15 maggio 1968) è una diplomatica e politica svedese, commissario europeo per il commercio nella commissione Juncker dal 1º novembre 2014 al 30 novembre 2019.
Esponente del Partito Popolare Liberale, aderisce al Gruppo dell'Alleanza dei Democratici e dei Liberali per l'Europa. È stata Ministro per gli Affari europei nel governo Reinfeldt nel periodo 2006-2010 e commissario europeo per gli affari interni nella Commissione Barroso II dal 2010 al 2014.

## Biografia
Cecilia Malmström è nata a Stoccolma ma è cresciuta a Göteborg e in Francia, dove ha studiato letteratura. Ha vissuto e lavorato anche a Stoccarda e a Barcellona. Parla correntemente svedese, inglese, spagnolo e francese e parla un buon tedesco e italiano.
Ha studiato all'università di Göteborg dal 1991 al 1994, entrandovi poi come assistente ricercatrice nel 1994. Ha conseguito un dottorato in scienze politiche e si è occupata in particolare di partiti regionalisti nell'Europa occidentale. Ha insegnato all'università dal 1998 al 1999, occupandosi anche di politica europea, regionalismo, immigrazione e terrorismo.

### Carriera politica
Dalla fine degli anni Ottanta è iscritta al Partito Popolare Liberale e dal 1997 fa parte della sua segreteria. Nel 2007 è stata nominata vicesegretaria del partito.
Nel 1999 è stata eletta al Parlamento europeo e nel 2004 il suo mandato è stato rinnovato. Durante i suoi mandati ha fatto parte della Commissione affari esteri, della Commissione affari costituzionali, della Commissione mercato interno e tutela dei consumatori, della sottocommissione sui diritti umani e della sottocommissione sulla sicurezza e la difesa. È stata anche vicesegretaria delle delegazioni del Parlamento europeo in Ungheria (prima della sua adesione all'Unione europea nel 2004) e in Croazia. Dal 2002 al 2004 è stata portavoce del Gruppo ALDE per la politica estera.
Come parlamentare europea ha promosso una petizione affinché il Parlamento europeo abbia Bruxelles come sede unica e permanente.
Dopo le elezioni politiche svedesi del 2006, vinte dalla coalizione di centrodestra Alleanza per la Svezia, è stata nominata Ministra per gli Affari europei nel governo Reinfeldt. Sostiene l'adozione dell'euro in Svezia e la riproposizione del referendum sul tema, dopo che nel 2003 gli svedesi avevano rifiutato l'adesione alla moneta unica.
Nel febbraio 2010 ha assunto l'incarico di Commissario europeo per gli affari interni, venendo sostituita come ministra dalla collega di partito Birgitta Ohlsson. Una delle sue prime iniziative da commissario è stata la proposta di sanzioni più pesanti contro la pedofilia e di bloccare l'accesso ai siti contenenti materiale pedo-pornografico.
Le reazioni alla proposta sono state varie, con delle critiche contro i rischi di censura

Nel novembre 2014 ha assunto l'incarico di Commissario europeo per il commercio nella commissione Junker, mantenendolo fino al 2019.